# شهرستان تارباغاتای
شهرستان تارباغاتای (به قزاقی: Тарбағатай ауданы، تارباعاتاي اۋدانى) یک شهرستان در قزاقستان است که در استان قزاقستان شرقی واقع شده‌است. شهرستان تارباغاتای ۲۳٬۷۰۰ کیلومتر مربع مساحت و ۴۴٬۱۴۷ نفر جمعیت دارد.